# Torneo de Montpellier 2013
El Torneo de Montpellier es un evento de tenis que se disputa en Montpellier, Francia, se jugará entre el 30 de enero y el 5 de febrero de 2013.

## Cabeza de serie

### Individuales Masculinos
| Tenista           | Ranking | Preclasificada |
| Tomáš Berdych     | 6       | 1              |
| Janko Tipsarević  | 9       | 2              |
| Richard Gasquet   | 10      | 3              |
| Gilles Simon      | 14      | 4              |
| Nikolai Davydenko | 37      | 5              |
| Julien Benneteau  | 38      | 6              |
| Viktor Troicki    | 39      | 7              |
| Benoît Paire      | 42      | 8              |

### Dobles Masculinos
| Tenista                          | Ranking | Preclasificada |
| Colin Fleming Jonathan Marray    | 41      | 1              |
| Eric Butorac Paul Hanley         | 72      | 2              |
| Treat Conrad Huey Dominic Inglot | 77      | 3              |
| Jamie Delgado Ken Skupski        | 115     | 4              |

## Campeones

### Individuales Masculinos
Richard Gasquet   vence a  Benoît Paire por 6-2, 6-3

### Dobles Masculinos
Marc Gicquel /  Michael Llodra vencen  a  Johan Brunstrom  /  Raven Klaasen por 6-3, 3-6 y 11-9